# Родерик Аллейн

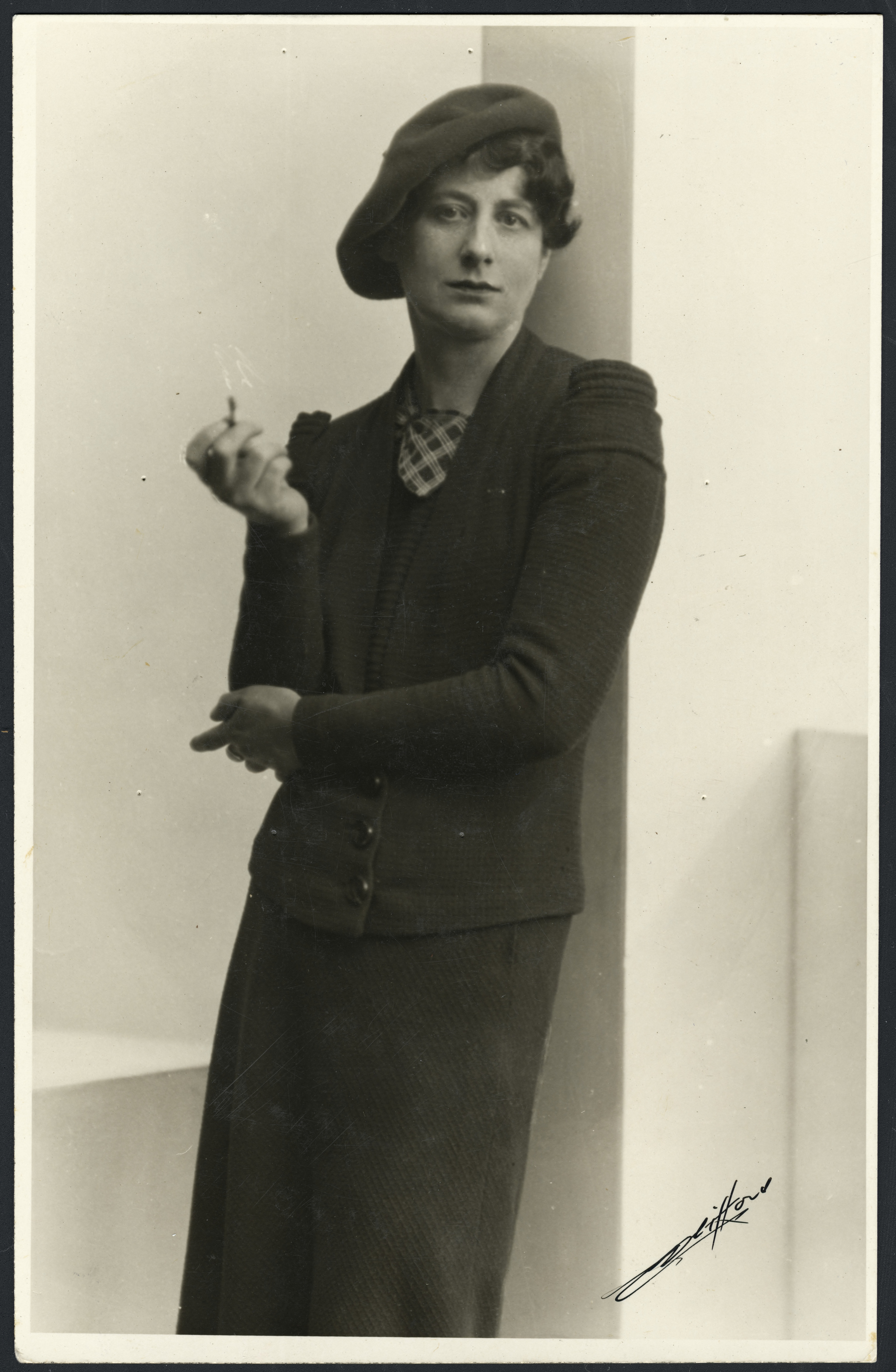
Найо Марш в 1935 году

Родерик Аллейн (англ. Roderick Alleyn) — главный персонаж 33 детективных романов английской писательницы Найо Марш, старший инспектор Скотленд-Ярда, позже — главный суперинтендант. Назван в честь актёра елизаветинской эпохи Эдварда Аллейна (1566—1626), основателя Dulwich College, где учился отец писательницы.
Впервые появился в романе «Игра в убийство» (1934), а в последний — «Свет гаснет» (1982). В автобиографии «Black Beech and Honeydew» (1965) писательница вспоминала, что в дождливую субботу 1931 года, после прочтения детективного романа «то ли Кристи, то ли Сэйерс», Найо Марш задумалась, сможет ли она сама написать нечто подобное. На следующий день она купила шесть тетрадей и карандаш. Роман, основанный на популярной в то время «игре в убийство», был опубликован в 1934.

## Биография персонажа
Родерик Аллейн — детектив-джентльмен, выходец из аристократичной семьи с приличным образованием. В первом романе серии Аллейну около 40 лет, и родился он, следовательно, приблизительно в 1893 году. Окончил Оксфорд около 1915 года, служил в армии в течение трёх лет, участвовал в Первой мировой войне, затем провёл год (1919—1920) в британской дипломатической службе. Присоединился к столичной полиции в качестве констебля приблизительно в 1920—1921 году.
Все 32 детективных романа Найо Марш представляют собой хронологическую серию, написанную, вероятно, по мере придумывания сюжетов. В первом из них Аллейн уже главный инспектор. По мере того, как серия прогрессирует, Аллейн продвигается по служебной лестнице и становится суперинтендантом.

### Семья
Достопочтенный Родерик Аллейн выходец из аристократической семьи. Он младший брат баронета, и был воспитан в Бакингемшире, где его мать, леди Хелена Аллейн, продолжает жить. Леди Аллейн невидима до шестого романа «Маэстро, вы — убийца!» (1938). В романе «Старые девы в опасности» (1941) Аллейн утверждает, что девичья фамилия его матери была Блэндиш (англ. Blandish).
Отец инспектора, баронет сэр Джордж Аллейн, скончался до начала действий романа «Игра в убийство»: его старший брат, сэр Джордж Аллейн-младший, уже унаследовал титул от отца. Их покойный отец имел по крайней мере одного брата (дядя Родерика Аллейна), потому как в первом романе серии упоминается кузина инспектора Кристина Аллейн, которая никогда не появлялась — лишь упоминалась, и с ней вёлся один телефонный разговор. Кристина — химик, которая обучалась в колледже Ньюнхэм (англ. Newnham College), Кембридж. В 1934 году Кристине Аллейн исполнилось 20 лет.
Аллейн в хороших отношениях со своим старшим братом, сэром Джорджем Аллейном, нынешним баронетом, который на протяжении большей части серии является невидимым. В «Маэстро, вы — убийца» (1938) их мать указывает, что сэр Джордж более обычный и менее умный, чем его младший брат Родерик. В романе «Смерть в белом галстуке» появляется племянница инспектора, Сара Аллейн, дочь сэра Джорджа, и упоминает, что жену сэра Джорджа зовут Грейс, а мать инспектора — Хелен. Как и его младший брат, сэр Джордж поступил на дипломатическую службу: в «Смерть в белом галстуке» говорится, что сэр Джордж является губернатором Фиджи в конце 1930-х годов, когда он пишет брату письма из Дома правительства в Суве. В гораздо более позднем романе, «Однажды в Риме» (1970), Аллейн замечает, что его старший брат когда-то был там британским послом. Сэр Джордж, наконец, появляется лично, но только ненадолго, в посольстве в романе «Чернее некуда» (1974).
В первых пяти романах Аллейн одинок и симпатизирует актрисам, как описано в «Убийца, ваш выход!» (1935) или «Убийство в стиле винтаж» (1937). Впоследствии, в «Маэстро, вы — убийца!» (1938), Аллейн встречает художницу Агату Трой, на которой он позже женится. Трой является известным художником, особенно портретов. У них есть один сын, также названный Родериком, но обычно называемый Рикки; Рикки играет главные роли: ребёнком в «Старые девы в опасности» (1954) и молодым взрослым человеком в «Last Ditch» (1977).

### Образование и карьера
Родерик Аллейн получил образование в Итоне и Оксфорде (магистр искусств) и работал на британской дипломатической службе в течение года (1919—1920) до перехода в столичную полицию. Роман «Форель и Фемида» (1955) даёт отрывочные детали этого периода в жизни Аллейна. Причины изменений в карьере никогда не становятся явными.
В начале своей полицейской карьеры Аллейн написал учебник, который стал широко известен: «Теория и практика криминального следствия» (англ. «Principles and Practice of Criminal Investigations») который упоминается в сноске к главе 6 «Убийство в стиле винтаж» (1937).
В первых нескольких романах Аллейну около 40 лет. В первом, «Игра в убийство» (1934), Найджел Батгейт (Ватсон инспектора Аллейна) чётко заявил, что ему двадцать пять, а Аллейн намного старше, судя по тону его замечаний к Батгейту. Во втором, «Убийца, ваш выход!» (1935), есть небольшая несогласованность, в том, что Батгейт, кажется, немного моложе, чем раньше. Батгейт говорит, что он работал журналистом всего 15 месяцев, с тех пор, как он окончил Тринити-колледж в Кембридже. Однако Аллейн отмечает, что прошло почти 20 лет с тех пор, как он (Аллейн) приехал из Оксфорда. Предполагая, что оба джентльмена обучались по классической системе 3 года, и в возрасте около 21 года выпустились, тогда в 1934 или 1935 году Батгейту около 22 или 23, а Аллейн примерно на 20 лет старше его, что указывает на то, что его рождение было около 1893 или 1894 года.
Действия пятого романа, «Убийство в стиле винтаж» (1937), происходили в Новой Зеландии летом 1936 года — на это указывает эпилог, в котором Аллейн пишет письмо и ставит датой 16 сентября 1936, что происходило спустя три месяца после окончания расследования в романе. В главе 16 Аллейн говорит 17-летнему подростку: «Думаете, я груб? Я старше вас на двадцать пять лет. Сорокадвухлетний джентльмен может позволить себе немного дерзости. Особенно если он полисмен».
«Убийство в стиле винтаж» (1937) также указывает на то, что Аллейн провел три года в армии и был участником Первой мировой войны. Нигде в серии нет подробностей этой военной службы. Сразу после армии он провёл год на британской дипломатической службе.
Действия шестого романа, «Маэстро, вы — убийца!» (1938), идут рядом с действиями «Убийства в стиле винтаж»; леди Аллейн пишет сыну письмо, когда тот недавно вернулся в Англию. Письмо показывает, что в 1936 году матери Аллейна исполнилось 65 лет, и что Аллейн примерно на 20 лет моложе. Та же переписка показывает, что день рождения леди Аллейн — 7 сентября, и что день рождения Аллейна (сорок третий) следует вскоре после этого. Следовательно, из информации в пятом и шестом романах, Аллейн, вероятно, родился в сентябре или октябре 1893 года.
Понятно, что более поздние романы обретают некоторые вольности с возрастом Аллейна. В «Чернее некуда» (1974) Аллейну явно не 80 лет, как должно быть, если бы его рождение было в 1893. Постановка романа идентифицируется как современная с его написанием, то есть в начале 1970-х, и, хотя Аллейн явно является суперинтендантом, он всё ещё относительно молод — достаточно, чтобы стрелять и бегать за преступниками по переулкам.

### Романы
1. «Игра в убийство» (англ. «A Man Lay Dead») (1934).
2. «Убийца, ваш выход!» (англ. «Enter a Murderer») (1935).
3. «Убийство в частной клинике» (англ. «The Nursing Home Murder») (1935). Издавался в России под названием «Убийство в частной лечебнице».
4. «Смерть в экстазе» (англ. «Death in Ecstasy») (1936).
5. «Убийство в стиле винтаж» (англ. «Vintage Murder») (1937).
6. «Маэстро, вы — убийца!» (англ. «Artists in Crime») (1938).
7. «Смерть в белом галстуке» (англ. «Death in a White Tie») (1938). Издан в России под названием «Кто подслушал слонёнка Госпела».
8. «Прелюдия к убийству» (англ. «Overture to Death») (1939). Издавался в России под названиями «Увертюра к убийству» и «Увертюра к смерти».
9. «Выпить и умереть» (англ. «Death at the Bar») (1940). Издавался в России под названием «Смерть в баре».
10. «Семейка Лампри» (англ. «Surfeit of Lampreys») (1941). В США опубликована под названием «Смерть пэра» (англ. «Death of a Peer»). Издавался в России под названием «Объевшись миногами».
11. «Танцующий лакей» (англ. «Death and the Dancing Footman») (1942). Издан в России под названием «Смерть и танцующий лакей».
12. «Купаться запрещено!» (англ. «Colour Scheme») (1943). Издан в России под названием «Заклятье древних Маори».
13. «Смерть в овечьей шерсти» (англ. «Died in the Wool») (1945).
14. «Тайна старого морга» (англ. «Money in the Morgue») (2018).
15. «Занавес опускается» (англ. «Final Curtain») (1947), другой вариант перевода — «Последний занавес».
16. «Убийство под аккомпанемент» (англ. «Swing, Brother, Swing») (1949). Издан в США под названием (англ. «A Wreath for Rivera»).
17. «Премьера» (англ. «Opening Night») (1951). Издан в США под названием (англ. «Night at the Vulcan»).
18. «Старые девы в опасности» (англ. «Spinsters in Jeopardy») (1954).
19. «Форель и Фемида» (англ. «Scales of Justice») (1955). Издавался в России и под другим названием — «Весы Фемиды».
20. «Снести ему голову!» (англ. «Off With His Head») (1957). В США опубликован под названием «Смерть дурака» (англ. «Death of a Fool»).
21. «Пение под покровом ночи» (англ. «Singing in the Shrouds») (1959); другой вариант перевода — «Ария с жемчугом».
22. «Смерть в день рождения» (англ. «False Scent») (1960). Издавался в России под названием «Мнимая беспечность».
23. «Рука в перчатке» (англ. «Hand in Glove») (1962).
24. «Источник соблазнов» (англ. «Dead Water») (1964).
25. «Смерть в театре «Дельфин»» (англ. «Death at the Dolphin») (1967).
26. «Кругом одни констебли», другой вариант перевода — «На каждом шагу констебли» (англ. «Clutch of Constables») (1968).
27. «Однажды в Риме» (англ. «When in Rome») (1970).
28. «Обманчивый блеск мишуры» (англ. «Tied Up in Tinsel») (1972).
29. «Чернее некуда» (англ. «Black As He's Painted») (1974).
30. «Последний рубеж» (англ. «Last Ditch») (1977).
31. «Роковая ошибка» (англ. «Grave Mistake») (1978).
32. «Фотофиниш» (англ. «Photo Finish») (1980).
33. «Свет гаснет» (англ. «Light Thickens») (1982).

В 2018 году издательство HarperCollins опубликовало роман «Money in the Morgue», который Найо Марш начала писать в 1940-х годах, и действие которого происходит после действий романа «Смерть в овечьей шерсти», и до действий романа «Занавес опускается», но так и не закончила. Роман дописала Стелла Даффи. Рецензенты в основном положительно отозвались об образе Аллейна в новом романе; так, рецензент Guardian Софи Ханна отметила, что роман Даффи «является изысканным напоминанием о блеске лондонского детектива Марш» (is an exquisite reminder of the brilliance of Marsh’s London detective). По мнению Ханны, Аллейн — «впечатляющий персонаж, который кажется более реальным, чем многие литературные детективы».

### Рассказы
1. «Смерть в эфире» (англ. «Death on the Air») (1936)
2. «I Can Find My Way Out» (1946 — USA)
3. «Chapter and Verse: The Little Copplestone Mystery» (1974 — USA)

## Адаптации
Несколько романов Найо Марш были адаптированы для телевидения, хотя ни один из них ещё не был выпущен для кино. Два романа были адаптированы как телевизионные эпизоды в 1960-х; «Смерть в экстазе» в 1964 году с Джеффри Кином (1916—2005) в роли Аллейна, и «Маэстро, вы — убийца» в 1968 году с Майклом Аллинсоном (1920—2010) в роли Аллейна.
Четыре романа были адаптированы для новозеландского телевидения в 1977 году под названием «Ngaio Marsh Theatre», а Аллейна исполнил Джордж Бейкер (1931—2011). «Заклятие древних маори», «Смерть в овечьей шерсти» и «Убийство в стиле винтаж» сняты в Новой Зеландии, в то время как съёмки «Премьеры» проходили в Лондоне.
Девять романов с британской обстановкой были адаптированы для британского телевидения в качестве телесериала «Инспектор Аллейн расследует». В пилотном эпизоде, «Маэстро, вы — убийца!» (1990), Аллейна сыграл Саймон Уильямс (родился в 1946), а затем Патрик Малахайд в последующих сериях.
Адаптация BBC radio была сделана с Джереми Клайдом (родился в 1941) в главной роли. Четыре истории были записаны между 2001 и 2006.